# Aphrodite: Les Folies Tour
Aphrodite: Les Folies è il dodicesimo tour della cantante australiana Kylie Minogue, a supporto del suo undicesimo album in studio Aphrodite del 2010.
Il tour è cominciato in Danimarca per proseguire nel resto d'Europa e continuare in Asia, America, Sudafrica e Australia. In Europa e Australia è stato proposto nella sua versione originale, denominata appunto come Aphrodite: Les Folies, mentre in Asia, America e Sudafrica è stato eseguito in una versione ridotta nel palco e nelle scenografie per adattarsi alle dimensioni più contenute delle venues ospitanti. Questa versione dello spettacolo, chiamata semplicemente Aphrodite Live, si compone solo del palco principale senza passerelle.
La tournée si è estesa per 77 concerti e figura nella lista dei tour più costosi della storia; la sola scenografia è costata 25 milioni di dollari, risultando una delle più costose mai realizzate. Secondo la rivista statunitense Billboard, con un guadagno di $32,559,439 per 41 spettacoli, è il venticinquesimo tour col maggiore incasso del 2011. Il tour ha incassato complessivamente $60.000.000, posizionandosi alla ventunesima posizione della Top 25 Worldwide Tours di Pollstar.
Aphrodite: Les Folies rimane ad oggi il più grande e spettacolare tour realizzato dalla cantante nel corso di tutta la sua carriera

## Sviluppo
All'annuncio del tour mondiale, la cantante ha dichiarato:
«Il riscontro per Aphrodite è stato assolutamente incredibile e ha ispirato me e il mio team creativo con cui abbiamo sviluppato un nuovo spettacolo che ci prende tutti in un viaggio euforico di gioia, eccitazione e glamour. Non vedo l'ora di arrivare e vedere tutti i miei fan nel 2011».
I biglietti sono stati messi in vendita a partire dal 13 settembre 2010. I prezzi partivano da 57,50€ per arrivare ai 109€ del parterre.

### Palcoscenico e scenografia
L'intero spettacolo è stato ideato, diretto e creato da William Baker che ha concepito lo show come un tributo al mondo greco e all'Antica Roma, con evidenti riferimenti alla mitologia antica e al mondo classico ma anche uno al musical Spider-Man: Turn Off the Dark. Il nome del concerto prende invece ispirazione dal film Ziegfeld Follies (1945).
Il palco, progettato da TAIT Towers, è uno dei più tecnologicamente avanzati mai stati realizzati, composto da un milione di parti mobili, sette ascensori, seicento sorgenti luce ed uno speciale fly system che permette alla cantante di volare sul pubblico. Esso si presenta come il tempio di Afrodite, costituito da una sezione principale comprensiva di lungo colonnato e due piscine d'acqua con all'interno 10 fontane integrate, che continua poi con due passerelle laterali che si incontrano in una sezione circolare motorizzata confinata da una vasca d'acqua, delimitando la sezione del parterre definita Splash Zone. Lungo tutto il palco sono presenti 30 fontane d'acqua "jet", sia di tipo verticale che ad arco. Lo spettacolo acquatico è stato disegnato dal team che ha collaborato alle installazioni del Bellagio Hotel di Las Vegas e dei parchi Disneyland in California.
Nel 2012, la popstar Lady Gaga, in occasione della progettazione del suo The Born This Way Ball, ha ringraziato Kylie Minogue su Twitter per averle concesso di riutilizzare alcune componenti del palcoscenico dell'Aphrodite Tour, così da rendere più economico il costo della scenografia della sua tournée, definendo la collega una "donna solidale". La stessa Minogue, in risposta, ha affermato che i costi di produzione sono esorbitanti, ma è ciò che i fan si meritano.
10 ballerini, 8 acrobati aerei, 5 musicisti e 2 coriste compaiono insieme alla cantante sul palco. Quest'ultimo veniva trasportato da un team di 120 operai in 10 tir.

### Merchandising
Per la tournée è stata realizzata un'ampia gamma di merchandising venduta durante i concerti: oltre alle t-shirt, tote-bag, cartoline, litografie e tazze, la cantante ha realizzato un "tour book", intitolato "Kylie Aphrodite Les Folies - Official Programme". Il volume, 24 cm x 30 cm, si compone di 48 pagine di immagini che rispecchiano il tema esplorato nello spettacolo. È stato commercializzato sia in copertina flessibile (venduto per $25.00/£15.00) che in copertina rigida (al costo di £30.00). Sulla cover compare in rilievo il mezzo busto bianco della Minogue, simile ad una statua, su uno sfondo nero.
L'intero catalogo sopracitato di merchandising è rimasto in vendita sul sito della cantante fino al 2013.
In aggiunta, Kylie ha autografato e ristampato in edizione limitata il suo libro K in formato copertina flessibile, venduto per $150.00.
Infine, ai possessori del biglietto "Splash zone full pack" veniva distribuito uno zainetto contenente: una litografia autografata, il tour-book in formato copertina flessibile, un lanyard, un poncho e una telo blu con la scritta "I was in the splash zone".

### Sponsor
In Regno Unito, il tour è stato sponsorizzato dalla nuova autovettura Lexus CT 200h. In aggiunta, Lexus ha organizzato l'after-party per la fine delle date europee della tournée, dopo l'ultimo concerto di Londra il 12 aprile 2011, a cui ha partecipato Kylie insieme al suo entourage.
Il 18 febbraio 2011 viene resa nota la collaborazione tra la cantante e Microsoft Kinect per la promozione del videogioco Dance Central. Per l'occasione, sono state create 15 console Xbox 360 in edizione speciale "Aphrodite", ciascuna dotata di un Kinect decorato con 6.000 cristalli Swarovski blu, destinate ad essere messe in palio. Per vincerle, era necessario realizzare un video mentre si giocava a Dance Central sulle note di Can't Get You Out of My Head. Inoltre, durante i concerti europei, gli spettatori potevano scatenarsi in diverse postazioni allestite con il sensore di movimento Kinect per Xbox 360. Infine, un addetto del team di Dance Central avrebbe registrato dei contenuti dietro le quinte per la pagina Facebook della cantante.

### Il concerto in Italia e l'after party di Dolce & Gabbana
Il tour ha visitato l'Italia dopo 9 anni dall'ultimo concerto italiano della cantante, avvenuto nel 2002 in occasione del KylieFever2002. Tutti gli abiti della Minogue e del suo team (oltre 200) sono stati ideati e realizzati dagli stilisti Dolce e Gabbana, presenti tra il pubblico al Forum di Assago per omaggiare la loro "Piccola Principessa".
Come già accaduto nel 2002, dopo il concerto milanese Domenico Dolce e Stefano Gabbana hanno organizzato un after party esclusivo al “MARTINI Gold by Dolce & Gabbana” di Milano in onore dell’amica popstar, con invitati esclusivi tra cui Claudio Marchisio e Clemente Russo.

## Critica
Il tour ha ricevuto ampi consensi da parte della critica specializzata nel settore dell'intrattenimento. Ed Power del The Daily Telegraph ha assegnato allo spettacolo quattro stelle su cinque, commentando che "Kylie Minogue porta il retrò chic a livelli vertiginosi nella sua nuova tournée, canalizzando una passione finora mai rivelata per l’Antica Grecia e Roma". Power ha inoltre affermato che "attraverso una serie straordinaria di scenografie, Kylie ha dimostrato di essere una straordinaria creatrice di spettacolo pop, mostrando che, quando si tratta di kitsch da arena di alta classe, è lei – non Lady Gaga – a detenere ancora l'autorità suprema".
Ian Gittins del The Guardian ha sottolineato la grandiosità della produzione: "Non si può negare la portata dello spettacolo. Fin dal momento in cui Minogue emerge dal palco distesa in una conchiglia dorata, in una scena ispirata alla Nascita di Venere di Botticelli, è chiaro che la sobrietà non è all’ordine del giorno". Ha elogiato anche le sue performance vocali dal vivo, descrivendo la voce della cantante come "curiosamente affascinante", concludendo che "è un peccato che il grande pubblico americano non abbia mai veramente accolto Minogue. A giudicare da questo spettacolo sgargiante, nessuno è più pronto di lei per una residency a Las Vegas".
James Reed del The Boston Globe ha offerto una recensione favorevole del concerto, scrivendo: "Tutti gli occhi erano puntati su Minogue, 42 anni, in forma regale sia come intrattenitrice che come cantante".
Anche Jason Lipshutz di Billboard ha espresso un parere positivo, affermando: "Minogue resta una forza musicale sottovalutata, e una di quelle che non si dovrebbero perdere, soprattutto in un tour così raro negli Stati Uniti".

## Sinossi
Lo spettacolo si compone di 7 atti e un encore finale. Il concept del concerto è incentrato sulla figura di Afrodite, dalla sua nascita fino alla sua esaltazione trionfale.
The Birth of Aphrodite: Durante il primo atto, la Mingoue emerge sul palco all'interno di una gigante conchiglia dorata, come nella Nascita di Venere di Sandro Botticelli, per eseguire appunto Aphrodite. Lo show continua con The One e Wow, in cui la cantante interpreta la Dea dell'Amore e le ballerine le ancelle a suo servizio.
Pegasus: il secondo atto vede l'ingresso in scena di Kylie a bordo in un gigante Pegaso dorato per cantare Illusion. La performance include poi un intermezzo danzato a tema festa baccante. Segue poi I Believe in You, eseguita a bordo di una biga romana trainata dai ballerini vestiti da schiavi.
Gladiator: la terza sezione vede l'esecuzione di Cupid Boy, Spinning Around, Get Outta My Way e What Do I Have to Do, durante le quali la cantante indossa un ampio abito in vernice nera.
Celestial Love: il quarto segmento si apre con una versione estesa di Everything Is Beautiful, durante la quale Kylie indossa un body d'oro, una lunga tunica bianca semi-trasparente e un copricapo stellato. Sullo sfondo della scenografia, un gigante mezzo busto bianco della cantante. Lo show continua con la performance jazz di Slow eseguita al centro del "Revolver", ossia una piattaforma circolare in grado di sopraelevarsi, inclinarsi e roteare, mentre le ballerine vi ci sono agganciate e sul quale, sdraiate, eseguono una danza con ampi ventagli di piume viola. La sezione si chiude con il Chemical Brothers Remix di Slow.
Holograph inizia con l'interludio strumentale del Big Brothers Remix di Confide in Me e prosegue con l'esibizione della canzone con la Minogue che indossa un abito oleografico. Segue una versione rock di Can't Get You Out of My Head e di In My Arms.
Angel: il sesto atto comincia con una versione estesa di Looking For An Angel, durante la quale il palco si ricopre di fumo da cui i ballerini entrano in scena; la cantante, al termine della performance, sale in groppa ad un ballerino vestito da angelo che la conduce volando sul pubblico verso il B-stage, mentre esegue Closer. Segue la cover di There Must Be an Angel e il mashup di Can't Beat the Feeling e Love at First Sight. Chiude infine l'atto la performance di If You Don't Love Me, canzone scelta per omaggiare il manager della cantante, Sean Fitzpatrick, da sempre grande fan del brano, che aveva da poco affrontato un aneurisma.
Brazil Funk inizia con l'interludio a percussioni che introduce una nuova versione di Better the Devil You Know, mentre Kylie indossa hot pants di jeans e una giacca piumata arancione; la Minogue a questo punto accetta richieste musicali da parte del pubblico per poi concludere con Put Your Hands Up (If You Feel Love).
Million Dollar Mermaid: l'ultimo momento dello spettacolo si apre con On a Night like This, durante la quale lungo le passerelle del palco vengono attivate le fontane d'acqua a spruzzo. Il concerto termina infine con All the Lovers, eseguita nel B-stage rialzato su più livelli per formare una "torta", mentre i ballerini si esibiscono nelle vasche d'acqua per poi continuare la loro danza per aria, appesi a delle corde, mentre tutte le fontane d'acqua seguono il ritmo della musica creando un finale di scena molto d'impatto. Kylie quindi saluta e ringrazia il pubblico, tornando sul main stage per uscire definitivamente di scena, mentre suona l'outro strumentale di All the Lovers.

## Scaletta
Atto I: THE BIRTH OF APHRODITE

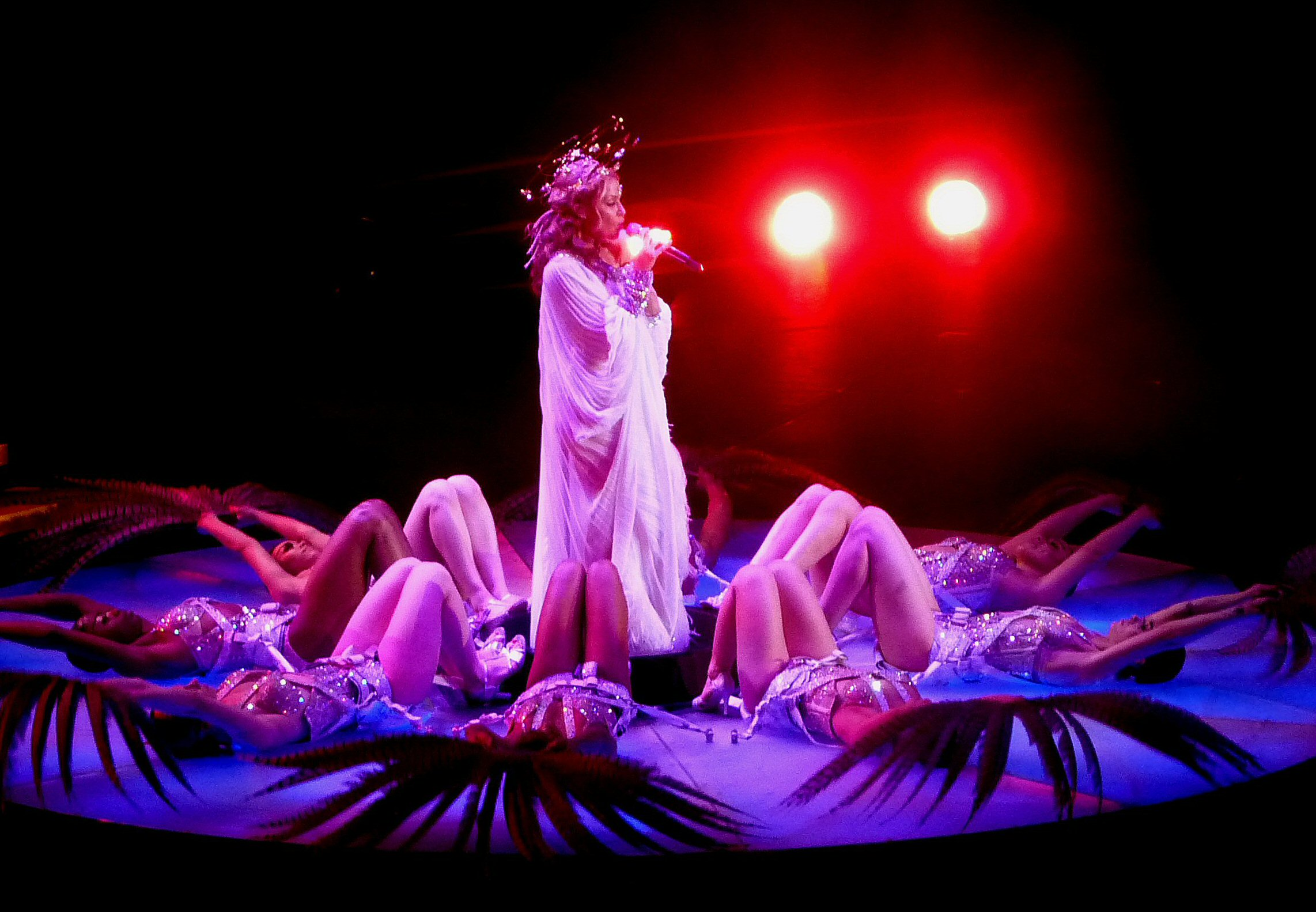
Kylie mentre canta Slow

- Intro: The Birth of Aphrodite (contiene musica tratta dal brano Aquarium da "Il Carnevale degli Animali" del compositore Camille Saint-Saëns)

1. Aphrodite
2. The One
3. Wow

Atto II: PEGASUS
1. Illusion
2. I Believe in You

Atto III: GLADIATOR
1. Cupid Boy
2. Spinning Around
3. Get Outta My Way
4. What Do I Have to Do

Atto IV: CELESTIAL LOVE
1. Everything Is Beautiful
2. Slow

Atto IV: HOLOGRAPH
- Interludio: Confide in Me

1. Confide in Me
2. Can't Get You Out of My Head
3. In My Arms

Atto V: ANGEL
1. Looking for an Angel
2. Closer
3. There Must Be an Angel (Cover degli Eurythmics)
4. Can't Beat the Feeling / Love at First Sight
5. If You Don't Love Me

Atto VI: BRAZIL FUNK
1. Better the Devil You Know
2. Brano scelto dai fans che varia nelle diverse date (nella data di Londra che è stata filmata per il DVD è stato eseguito il terzo singolo estratto da Aphrodite, "Better Than Today" mentre a Milano ha cantato "Come Into My World" dell'album Fever)
3. Put Your Hands Up (If You Feel Love)"

Encore: MILLION DOLLAR MERMAID
- Interludio: Million Dollar Mermaid

1. On A Night Like This
2. All the Lovers

### Variazioni della scaletta
- Closer è stata eseguita solamente durante la versione Les Folies dello spettacolo, ossia in Europa e Australia.
- Better Than Today è stata aggiunta alla scaletta dopo Better the Devil You Know a partire dalla data di Metz, ad eccezione di Amsterdam e Oberhausen
- Durante il segmento Brazil Funk, la cantante accettava proposte da parte del pubblico. Tra le canzoni più richieste vi sono: The Loco-Motion, Your Disco Needs You, I Should Be So Lucky e In Your Eyes.[29]

### Concept originario della scaletta
Nel documentario Just Add Water, viene mostrato come originariamente I Believe in You e Wow erano invertite di posizione. Inoltre, In Your Eyes avrebbe dovuto succedere a Can’t Get You Out of My Head e In My Arms essere eseguita dopo Put Your Hands Up (If You Feel Love).

## Date e incassi
| Data             | Città             | Stato       | Luogo                                     | Biglietti disponibili / Biglietti venduti | Incasso     |
| ---------------- | ----------------- | ----------- | ----------------------------------------- | ----------------------------------------- | ----------- |
| Europa           |                   |             |                                           |                                           |             |
| 19 febbraio 2011 | Herning           | Danimarca   | Jyske Bank Boxen                          | -                                         | -           |
| 22 febbraio 2011 | Helsinki          | Finlandia   | Hartwall Areena                           | -                                         | -           |
| 23 febbraio 2011 | Tallinn           | Estonia     | Saku Suurhall Arena                       | -                                         | -           |
| 25 febbraio 2011 | Riga              | Lettonia    | Arena Riga                                | -                                         | -           |
| 26 febbraio 2011 | Vilnius           | Lituania    | Siemens Arena                             | -                                         | -           |
| 28 febbraio 2011 | Amburgo           | Germania    | O2 World                                  | 6,786 / 10,249 (66%)                      | $448,384    |
| 1º marzo 2011    | Berlino           | Germania    | O2 World                                  | 7,771 / 12,204 (63%)                      | $571,139    |
| 2 marzo 2011     | Praga             | Rep. Ceca   | O2 Arena                                  | -                                         | -           |
| 4 marzo 2011     | Lipsia            | Germania    | Arena Leipzig                             | -                                         | -           |
| 5 marzo 2011     | Monaco di Baviera | Germania    | Olympiahalle                              | -                                         | -           |
| 6 marzo 2011     | Mannheim          | Germania    | SAP Arena                                 | -                                         | -           |
| 8 marzo 2011     | Milano            | Italia      | Mediolanum Forum                          | -                                         | -           |
| 9 marzo 2011     | Zurigo            | Svizzera    | Hallenstadion                             | -                                         | -           |
| 11 marzo 2011    | Tolosa            | Francia     | Zénith de Toulouse                        | -                                         | -           |
| 12 marzo 2011    | Barcellona        | Spagna      | Palau Sant Jordi                          | -                                         | -           |
| 14 marzo 2011    | Metz              | Francia     | Galaxie Amneville                         | -                                         | -           |
| 15 marzo 2011    | Parigi            | Francia     | Palais Omnisports de Paris-Bercy          | -                                         | -           |
| 17 marzo 2011    | Amsterdam         | Paesi Bassi | Heineken Music Hall                       | -                                         | -           |
| 18 marzo 2011    | Oberhausen        | Germania    | König Pilsener Arena                      | -                                         | -           |
| 19 marzo 2011    | Anversa           | Belgio      | Sportpaleis Antwerp                       | 12,153 / 14,511 (84%)                     | $756,761    |
| 22 marzo 2011    | Dublino           | Irlanda     | The O2                                    | -                                         | -           |
| 23 marzo 2011    | Dublino           | Irlanda     | The O2                                    | -                                         | -           |
| 25 marzo 2011    | Cardiff           | Galles      | Motorpoint Arena Cardiff                  | 8,420 / 8,800 (96%)                       | $771,549    |
| 26 marzo 2011    | Cardiff           | Galles      | Motorpoint Arena Cardiff                  | 8,420 / 8,800 (96%)                       | $771,549    |
| 28 marzo 2011    | Glasgow           | Scozia      | Scottish Exhibition and Conference Centre | 18,500 / 20,250 (92%)                     | $1,882,260  |
| 29 marzo 2011    | Glasgow           | Scozia      | Scottish Exhibition and Conference Centre | 18,500 / 20,250 (92%)                     | $1,882,260  |
| 30 marzo 2011    | Glasgow           | Scozia      | Scottish Exhibition and Conference Centre | 18,500 / 20,250 (92%)                     | $1,882,260  |
| 1º aprile 2011   | Manchester        | Inghilterra | Manchester Evening News Arena             | 44,578 / 45,000 (99%)                     | $4,449,280  |
| 2 aprile 2011    | Manchester        | Inghilterra | Manchester Evening News Arena             | 44,578 / 45,000 (99%)                     | $4,449,280  |
| 4 aprile 2011    | Manchester        | Inghilterra | Manchester Evening News Arena             | 44,578 / 45,000 (99%)                     | $4,449,280  |
| 5 aprile 2011    | Manchester        | Inghilterra | Manchester Evening News Arena             | 44,578 / 45,000 (99%)                     | $4,449,280  |
| 7 aprile 2011    | Londra            | Inghilterra | The O2 Arena                              | 70,100 / 70,500 (99%)                     | $6,754,860  |
| 8 aprile 2011    | Londra            | Inghilterra | The O2 Arena                              | 70,100 / 70,500 (99%)                     | $6,754,860  |
| 9 aprile 2011    | Londra            | Inghilterra | The O2 Arena                              | 70,100 / 70,500 (99%)                     | $6,754,860  |
| 11 aprile 2011   | Londra            | Inghilterra | The O2 Arena                              | 70,100 / 70,500 (99%)                     | $6,754,860  |
| 12 aprile 2011   | Londra            | Inghilterra | The O2 Arena                              | 70,100 / 70,500 (99%)                     | $6,754,860  |
| Asia             |                   |             |                                           |                                           |             |
| 23 aprile 2011   | Chiba             | Giappone    | Makuhari Events Hall                      | -                                         | -           |
| 24 aprile 2011   | Chiba             | Giappone    | Makuhari Events Hall                      | -                                         | -           |
| 25 aprile 2011   | Osaka             | Giappone    | Osaka-jō Hall                             | -                                         | -           |
| Nord America     |                   |             |                                           |                                           |             |
| 28 aprile 2011   | Montréal          | Canada      | Centre Bell                               | 4,891 / 6,114 (80%)                       | $456,262    |
| 29 aprile 2011   | Boston            | Stati Uniti | Agganis Arena                             | 2,694 / 3,749 (72%)                       | $253,987    |
| 30 aprile 2011   | Fairfax           | Stati Uniti | Patriot Center                            | 3,246 / 4,821 (67%)                       | $307,722    |
| 2 maggio 2011    | New York          | Stati Uniti | Hammerstein Ballroom                      | 7,451 / 9,120 (82%)                       | $721,161    |
| 3 maggio 2011    | New York          | Stati Uniti | Hammerstein Ballroom                      | 7,451 / 9,120 (82%)                       | $721,161    |
| 4 maggio 2011    | New York          | Stati Uniti | Hammerstein Ballroom                      | 7,451 / 9,120 (82%)                       | $721,161    |
| 6 maggio 2011    | Atlanta           | Stati Uniti | Fox Theatre                               | 2,838 / 4,515 (63%)                       | $248,686    |
| 7 maggio 2011    | Sunrise           | Stati Uniti | BankAtlantic Center                       | 4,000 / 4,441 (90%)                       | $253,756    |
| 8 maggio 2011    | Orlando           | Stati Uniti | Hard Rock Live                            | 2,011 / 2,723 (74%)                       | $155,555    |
| 10 maggio 2011   | Houston           | Stati Uniti | Verizon Wireless Theater                  | 1,831 / 3,202 (57%)                       | $156,915    |
| 12 maggio 2011   | Città del Messico | Messico     | Palacio de los Deportes                   | -                                         | -           |
| 14 maggio 2011   | Guadalajara       | Messico     | Auditorio Telmex                          | -                                         | -           |
| 16 maggio 2011   | Monterrey         | Messico     | Arena Monterrey                           | -                                         | -           |
| 18 maggio 2011   | Grand Prairie     | Stati Uniti | Verizon Theater at Grand Prairie          | 2,239 / 2,989 (75%)                       | $218,105    |
| 20 maggio 2011   | Los Angeles       | Stati Uniti | Hollywood Bowl                            | 9,052 / 9,986 (91%)                       | $809,146    |
| 21 maggio 2011   | San Francisco     | Stati Uniti | Bill Graham Civic Auditorium              | 5,670 / 6,074 (93%)                       | $482,455    |
| 22 maggio 2011   | Las Vegas         | Stati Uniti | The Colosseum at Caesars Palace           | 4,062 / 4,062 (100%)                      | $445,612    |
| Oceania          |                   |             |                                           |                                           |             |
| 3 giugno 2011    | Brisbane          | Australia   | Brisbane Entertainment Centre             | 15,540 / 22,686 (68%)                     | $2,442,780  |
| 4 giugno 2011    | Brisbane          | Australia   | Brisbane Entertainment Centre             | 15,540 / 22,686 (68%)                     | $2,442,780  |
| 7 giugno 2011    | Sydney            | Australia   | Sydney Entertainment Centre               | 26,689 / 30,000 (89%)                     | $3,730,000  |
| 8 giugno 2011    | Sydney            | Australia   | Sydney Entertainment Centre               | 26,689 / 30,000 (89%)                     | $3,730,000  |
| 11 giugno 2011   | Sydney            | Australia   | Sydney Entertainment Centre               | 26,689 / 30,000 (89%)                     | $3,730,000  |
| 14 giugno 2011   | Melbourne         | Australia   | Rod Laver Arena                           | 25,598 / 27,600 (93%)                     | $3,510,740  |
| 15 giugno 2011   | Melbourne         | Australia   | Rod Laver Arena                           | 25,598 / 27,600 (93%)                     | $3,510,740  |
| 16 giugno 2011   | Melbourne         | Australia   | Rod Laver Arena                           | 25,598 / 27,600 (93%)                     | $3,510,740  |
| 18 giugno 2011   | Adelaide          | Australia   | Adelaide Entertainment Centre             | 8,537 / 8,537 (100%)                      | $1,124,185  |
| 22 giugno 2011   | Perth             | Australia   | Burswood Dome                             | 12,626 / 15,000 (84%)                     | $1,608,139  |
| Asia             |                   |             |                                           |                                           |             |
| 25 giugno 2011   | Bangkok           | Thailandia  | Impact Arena                              | -                                         | -           |
| 27 giugno 2011   | Bogor             | Indonesia   | SICC Auditorium                           | -                                         | -           |
| 29 giugno 2011   | Singapore         | Singapore   | Singapore Indoor Stadium                  | -                                         | -           |
| 1º luglio 2011   | Wan Chai          | Cina        | HKCEC Hall 5BC                            | -                                         | -           |
| 3 luglio 2011    | Taipei            | Taiwan      | TWTC Nangang Exhibition Hall              | -                                         | -           |
| 5 luglio 2011    | Quezon City       | Filippine   | Araneta Coliseum                          | -                                         | -           |
| Africa           |                   |             |                                           |                                           |             |
| 8 luglio 2011    | Johannesburg      | Sudafrica   | Sun City Super Bowl                       | -                                         | -           |
| 9 luglio 2011    | Johannesburg      | Sudafrica   | Sun City Super Bowl                       | -                                         | -           |
| 10 luglio 2011   | Johannesburg      | Sudafrica   | Sun City Super Bowl                       | -                                         | -           |
| 13 luglio 2011   | Città del Capo    | Sudafrica   | Grand Arena at Grand West Casino          | -                                         | -           |
| 14 luglio 2011   | Città del Capo    | Sudafrica   | Grand Arena at Grand West Casino          | -                                         | -           |
| TOTALE           | TOTALE            | TOTALE      | TOTALE                                    | 307,144 / 347,133 (88%)                   | $32,559,439 |

### Concerti annullati o spostati
- 14 marzo 2011 - Nantes,  Francia - spostato al Galaxie Amnéville di Metz[41]
- 17 marzo 2011 - Arnhem,  Paesi Bassi - spostato al Heineken Music Hall a Amsterdam[42]

## Registrazioni e broadcasting
Gli spettacoli tenutisi l'11 e il 12 aprile all'O2 Arena di Londra sono stati filmati in 2D e 3D e diretti da William Baker. Lo show è stato trasmetto da SKY 3D in Gran Bretagna e Irlanda il 19 giugno 2011, mentre in Nuova Zelanda, Australia, Messico, Brasile e Polonia nell'agosto dello stesso anno.
Il concerto è poi stato diffuso a partire dal 28 novembre 2011 sia come live-album in doppio CD audio, sia in formato video in DVD e Blu-ray, dal titolo Aphrodite Les Folies – Live in London. Il cofanetto include, oltre allo show integrale, anche il documentario dietro le quinte del tour intitolato Just Add Water.

## Il documentarioMy Year As Aphrodite
Il 14 agosto 2012 è stato trasmesso su Sky Living il documentario My Year As Aphrodite. Lo speciale di 45 minuti inizia con il lancio dell'album Aphrodite ad Ibiza e continua con la narrazione della creazione e del backstage dell'Aphrodite: Les Folies tour. Il documentario è stato diretto, editato e filmato da Jimmy Simak.

## I numeri
- 5 continenti
- 27 nazioni
- 150 giorni in tour
- 77 concerti
- 575.000 spettatori
- 120.00 minuti di spettacolo
- 26 canzoni eseguite
- 8 cambi d'abito
- 200+ costumi

## Personale
- Produttori esecutivi – Terry Blamey & Kylie Minogue
- Aphrodite: Kylie Minogue
- Direttore musicale – Steve Anderson
- Regista associato / Coreografo – Tony Testa
- Coreografa aerea – Dreya Weber
- Abiti di Ms Minogue disegnati da – Dolce & Gabbana
- Coreografi collaboratori – Sonya Tayeh, Cati Jean
- Direttore di produzione – Steve Dixon
- Tour manager – Sean Fitzpatrick
- Direttore di produzione – Kevin Hopgood
- Responsabile finanziario – Michèle Tankel
- Assistente personale di Ms Minogue – Leanne Buckham
- Progettista luci / produzione / tecnica – Nick Whitehouse
- Progettista scenografia / attrezzeria – Josh Zangen
- Produttore contenuti video – Tom Colbourne
- Direttore musicale della band / Tastiere – David Tench
- Batteria – Tom Meadows
- Basso / Tastiere – Dishan Abrahams
- Chitarra – Luke Fitton
- Cori – Roxy Rizzo, Lucita Jules
- Capo ballerino – Jason Beitel
- Ballerini – Liana Blackburn, Jose Hernandez, Tre Holloway III, Shannon Holtzapffel, Jeremy Hudson, Jamie Karitzis, Yoori Kim, Claire Meehan, Tatiana Seguin
- Specialisti aerei / Ballerini – Khasan Brailsford, Zack Brazenas, Melissa Garcia, Willie Gomez, Reina Hidalgo, Michael Lipari, Martha Nichols, Tracy Shibata
- Assistenti coreografi – Dana Fukagawa, Nikki Trow, Jillian Schnitz, Nick Drago, Jamie Goodwin, Nick Lanzisera, Chantel Aguirre, Will Loftis

- DJ – Jason Buckham
- Capo della sicurezza – Steven Caldwell
- Direttore di palco – Neil Porter
- Coordinatrice di produzione – Juliette Baldrey
- Direttore di palco / Addetto al coordinamento spettacolo – Phil Murphy
- Ingegnere del suono FOH (front of house) – Kevin Pruce
- Ingegnere monitor – Matt Napier
- Lista ospiti, media e sponsorizzazioni – Lynn Curtis
- Coordinatrice Splash Zone – Sonia Velencoso Segura
- Assistente al tour manager (Europa) – Nikita Vint
- Responsabile guardaroba – Amie Beswick
- Assistente responsabile guardaroba – Lisa Good
- Guardaroba – Naja Banz, Kerry West, Sandra Griffiths
- Trucco e parrucco per band e ballerini – Madge Foster
- Tecnica capelli e parrucche – Gemma Flaherty
- Coordinatore camerini – Peter May
- Merchandising – John Kewley
- Tecnico MIDI / Tastiere – Marcus Lindsay
- Tecnico batteria / percussioni – Nick Sizer
- Tecnico chitarre – Adam Birch
- Capo tecnico audio – Colin St-Jacques
- Tecnico sistemi audio – Arno Voortman
- Tecnico audio – Marc-Olivier Germain
- Tecnico audio / wireless – Charles Deziel
- Tecnico audio – Philippe Pigeon

- Direttore luci – Steven Douglas
- Capo tecnico luci – David Bergeron
- Capo squadra luci – Denis Ayotte
- Tecnici luci – Loic Woehrel, J-F Malette, Benoit Paile
- Capo carpentiere – Toby Pitts
- Carpenteri – Andrew Pearson, Martyn Drew, Brian Bassham, Donny Stuart
- Capo rigger – Jim Allison
- Rigger – Omar Franchi
- Rigger avanzato – Martin Gehring
- Tecnico motori – Yanick Blais
- Responsabile automazione – Robert Moore
- Operatore automazione – Christopher Kelly
- Carpentiere automazione – McLane W. Snow
- Direttore video – Ruary Macphie
- Proiezione video / Capo crew – Martin Perreault
- Tecnici proiezione / camera – Philippe Casutt, Philippe Chiasson
- Tecnico video – Sebastien Lamoureux
- Alimentazione CAT – John Ellington
- Videografo – Jimmy Simak
- Capo chef – Giles Broe
- Catering – Darren Staats, Simon Raynor, Vikki Walker, Edward McQueen, Tanya Collyer